# Mohamed Saïd Pacha
Saïd Pacha (arabe : محمد سعيد باشا ; DIN : Muḥammad Saʿīd Bāšā), né le 17 mars 1822 et mort le 18 janvier 1863, est le gouverneur (al-wālī) d'Égypte et du Soudan de 1854 à 1863. Il est le quatrième fils de Méhémet Ali.

## Biographie
Muhammad Saïd, instruit à Paris, est francophone. Il succède à Abbas Ier après la mort de celui-ci en 1854 et hérite du titre de pacha que s'était octroyé son père. 
Sous son règne, outre une série de réformes fiscale et agraire, une certaine modernisation de l'infrastructure égyptienne a lieu, s'appuyant principalement sur une série de prêts occidentaux. L'année même de sa titulature, en novembre, il accorde le premier acte de concession du terrain qui servira au percement du canal de Suez à un entrepreneur français, Ferdinand de Lesseps. Mais les Britanniques s'opposent à cet accord et demandent à l'autorité supérieure, l'Empire ottoman, de suspendre cette permission durant deux ans. La construction, finalement entreprise sous son règne, démarra en 1859, et fut achevée sous celui de son successeur en 1869. Par ailleurs, l’État égyptien se voit allouer près de 180 000 actions de la Compagnie du Canal de Suez.
En 1854, il crée la compagnie de navigation La Medjidieh, pour assurer le voyage des pèlerins vers La Mecque mais qui fera faillite, et inaugure la première ligne de chemin de fer du pays, reliant Kafr el-Zayyat à Alexandrie, le long du Nil. C'est sur cette même ligne qu'en 1858, son héritier, Ahmad Rifaat, est victime d'un accident mortel. En revanche, Saïd laisse une dette estimée à plus de 250 millions de francs-or, menant à la création de l'Anglo-Egyptian Bank (en) en 1864, obligeant son successeur à émettre une nouvelle série d'emprunts, ce qui conduisit à la création de la Banque franco-égyptienne en 1870, puis à une grave crise financière en 1875.

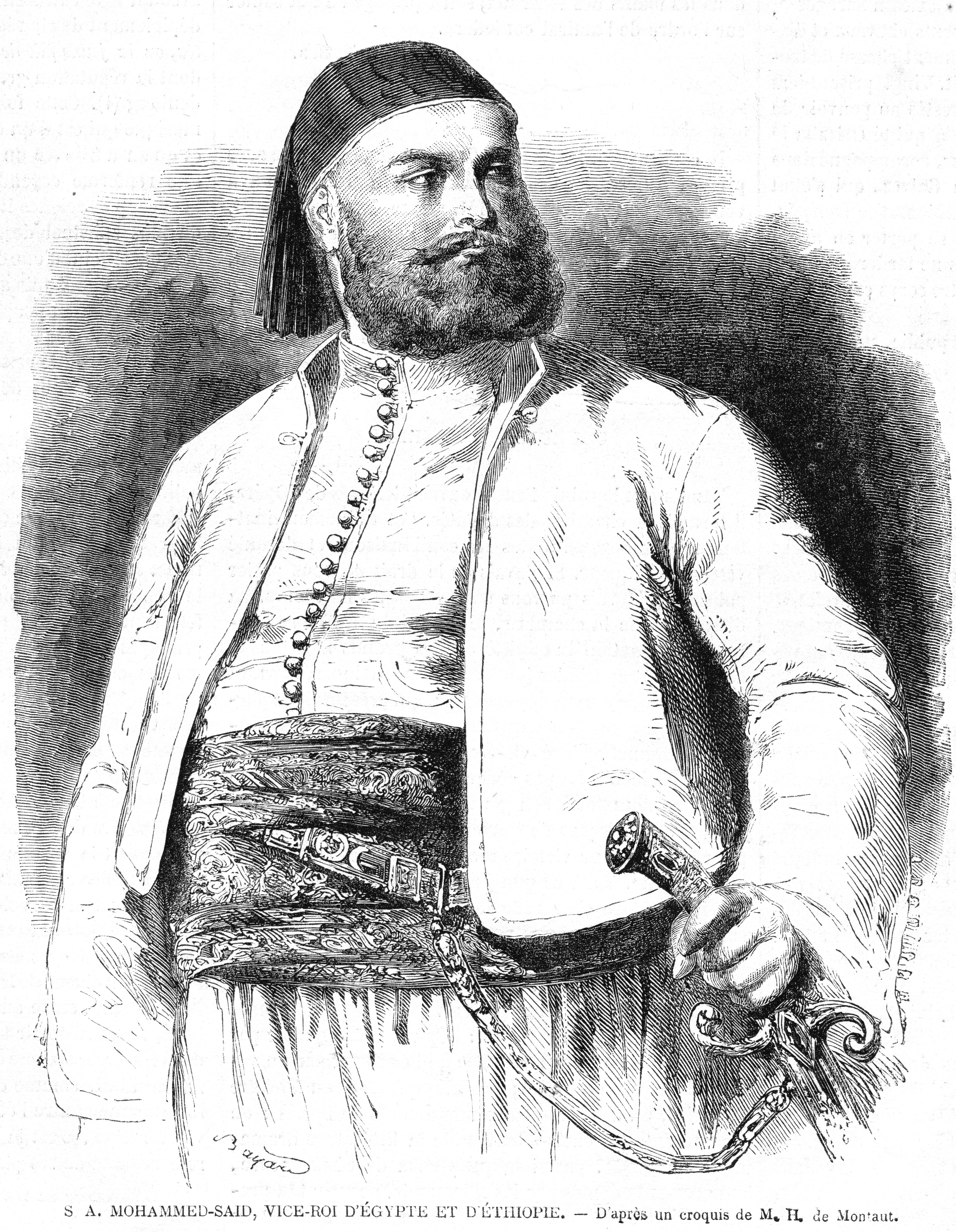
Mohamed Saïd Pacha (1862).

Le Soudan qui avait été conquis par son père en 1821, servait principalement de réserve d'esclaves pour l'armée égyptienne. Les incursions au Soudan, la razzia annuelle, sont allés bien au-delà, jusqu'en Kordofan et en Éthiopie. Faisant face aux pressions européennes lui demandant de mettre fin aux razzias, Saïd publie un décret interdisant ces incursions. Mais les marchands d'esclaves ignorent ce décret. 
Durant la guerre civile américaine, qui entraine une pénurie de coton, l’Égypte devient le principal fournisseur des industries textiles européennes.
À la demande de Napoléon III en 1863, un bataillon de soldats soudanais part se battre au Mexique contre la rébellion des indépendantistes mexicains.
Sous le règne de Saïd, l’influence des cheikhs diminue.
Saïd est également à l'origine de la création du Service de conservation des antiquités de l'Égypte en 1858 (en même temps que du musée de Boulaq, qui est un organe indissociable du Service). Il en confia la direction à Auguste Mariette.
Il a trois fils, de sa première épouse Angie Hanem Ahmed Sharif Pacha, et de sa deuxième épouse deux fils, dont Mahmoud Tosson, et il était ministre de la Guerre.
Il meurt en janvier 1863, et son neveu Ismail lui succède.
La ville méditerranéenne de Port-Saïd porte son nom, de même que la villa Saïd à Paris.
Son fils, Mohammed Toussoun (1853–1876) fut ministre de la Marine égyptienne.

## Décorations
- Chevalier grand-croix de l'ordre de François-Joseph (Monarchie austro-hongroise)
- Grand-croix de la Légion d'honneur (France)[6]
- Grand cordon de l'ordre du Médjidié (Empire ottoman)
- Chevalier grand-croix de l'ordre du Lion néerlandais (Pays-Bas)

- Grand-croix de l'ordre du Nichan Iftikhar (Royaume de Tunis)
- Grand cordon de l'ordre de Léopold (Belgique)